# Agná
Agná, en grec moderne : Αγνά, est un village du dème de Réthymnon, en Crète, en Grèce. Selon le recensement de 2011, la population d'Agná compte 363 habitants. Le village est situé à une altitude de 41 m et à 4,5 km de Réthymnon.